# ماليس مايزر
ماليس مايزر (بالإنجليزية: Malice Mizer) هي فرقة روك يابانية تأسست في أغسطس 1992 في طوكيو على يد عازفي الغيتار مانا وكوزي. اشتهرت الفرقة كواحدة من أبرز فرق الفيجوال كيه، بفضل مزيجها الفريد من الموسيقى القوطية والكلاسيكية والروك، بالإضافة إلى عروضها الحيّة المسرحية التي امتازت بالبذخ البصري والدرامي. اسم الفرقة مستوحى من اللغة الفرنسية، ويُعتقد أنه يجمع بين كلمتي malice (خبث) وmisère (بؤس).
عرفت الفرقة بثلاث مراحل موسيقية مختلفة تبعًا لتغير المغني الرئيسي: تيتسو، ثم جاكت، وأخيرًا كلاها. توقفت أنشطة الفرقة منذ عام 2001، إلا أن تأثيرها الفني ما زال حاضرًا في الساحة الموسيقية اليابانية.

## التاريخ

### 1992–1994: فترة تيتسو

شعار فرقة ماليس مايزر

تأسست فرقة ماليس مايـزر في أغسطس 1992 في طوكيو على يد عازفي الغيتار مانا وكوزي، بعد مغادرتهما فرقة ماتينرو. انضم إليهما تيتسو كمغني رئيسي، ويوكي على الباس، وغاز على الطبول. تميزت الفرقة منذ بدايتها بصوت "الغيتار المزدوج"، حيث يعزف كل من مانا وكوزي ألحانًا مختلفة تتداخل لتكوين نسيج موسيقي متعدد الأصوات.
في عام 1993، أصدرت الفرقة أولى أغانيها سرعة اليائس (Speed of Desperate / スピード・オブ・デスパレート) ضمن ألبوم تجميعي بعنوان Brain Trash. لاحقًا، غادر غاز الفرقة وانضم كامي (من فرقة Kneuklid Romance) كعازف طبول جديد.
في عام 1994، أصدرت الفرقة ألبومها الأول ذكريات (Memoire / メモワール) عبر شركة Midi:Nette التي أسسها مانا. تمت إعادة إصدار الألبوم لاحقًا بعنوان ذكريات: النسخة الموسعة (Memoire DX / メモワールDX) مع إضافة أغنية باروك (Baroque / バロック).
في ديسمبر 1994، غادر تيتسو الفرقة بعد آخر عرض له في 27 ديسمبر. تشير المصادر إلى أن مغادرته كانت بسبب اختلافات في الرؤية الفنية، خاصة فيما يتعلق بإدخال عناصر مسرحية في العروض الحية.

### 1995–1999: فترة جاكت

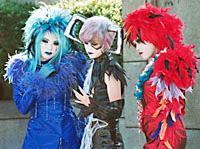
معجبون يتنكرون كـ مانا، يوكي، وكوزي في شيبويا، أكتوبر 1998

بعد مغادرة تيتسو في ديسمبر 1994، دخلت فرقة ماليس مايـزر في فترة توقف مؤقت استمرت قرابة العام. في 10 أكتوبر 1995، عادت الفرقة إلى الساحة الموسيقية مع انضمام المغني الجديد جاكت (Gackt)، الذي كان سابقًا عضوًا في فرقة CAINS:FEEL. أقيم أول حفل للفرقة بالتشكيلة الجديدة في قاعة ON AIR WEST في طوكيو، تحت عنوان "العودة الفاخرة"، وشهد حضورًا جماهيريًا بلغ 600 شخص.
في ديسمبر 1995، أصدرت الفرقة أولى أغانيها مع جاكت بعنوان دعوة القناع الجميل (Uruwashiki Kamen no Shōtaijō / 麗しき仮面の招待状). تبع ذلك في أكتوبر 1996 إصدار أغنية حبيبي العزيز (Ma Cherie ~Itoshii Kimi e~ / ma chérie ～愛しい君へ～)، والتي كانت بمثابة احتفال بمرور عام على التشكيلة الجديدة.
في يونيو 1996، أصدرت الفرقة ألبومها الثاني بعنوان رحلة بلا عودة (Voyage sans retour / ヴォヤージュ・サン・ルトゥール)، والذي تميز بمزيج من الموسيقى الكلاسيكية والروك، مع لمسات من الباروك والبوب الفرنسي. هذا الألبوم عزز من مكانة الفرقة في مشهد الفيجوال كيه.
في يوليو 1997، وقعت الفرقة عقدًا مع شركة Nippon Columbia، مما مهد الطريق لإصدار ألبومها الثالث والأكثر شهرة، روائع (merveilles / メルヴェイユ)، في مارس 1998. هذا الألبوم حقق نجاحًا كبيرًا، حيث وصل إلى المرتبة الثانية في تصنيف أوريكون الأسبوعي، وضم أغاني بارزة مثل وداعًا (au revoir / オルヴォワール) ولي سييل: إلى ما وراء الفراغ (Le Ciel ~Kūhaku no Kanata e~ / Le ciel ～空白の彼方へ～).
في 1 أبريل 1998، قدمت الفرقة عرضًا ضخمًا في قاعة نيبون بودوكان بعنوان "روائع: النهاية والمصير"، والذي بيع بالكامل خلال دقيقتين فقط من طرح التذاكر.
في يناير 1999، أعلن جاكت مغادرته للفرقة للتركيز على مسيرته الفردية. بعد مغادرته، بدأت الفرقة في استكشاف اتجاهات موسيقية جديدة، مع التركيز على العناصر القوطية والدرامية في أعمالها اللاحقة.

### 1999–2000: وفاة كامي
في 21 يونيو 1999، توفي عازف الطبول كامي (Kami) في نومه نتيجة نزيف تحت العنكبوتية، عن عمر يناهز 27 عامًا. وُجد جثمانه بعد أربعة أيام في منزله بمدينة كيوتو. أُقيمت جنازته في نفس اليوم، بحضور زملائه في الفرقة مانا، كوزي، ويوكي، بالإضافة إلى والديه وعدد قليل من الأصدقاء المقربين. لم يتمكن جاكت، الذي كان قد غادر الفرقة في يناير من نفس العام وبدأ مسيرته الفردية، من حضور الجنازة نظرًا لكونه في جولة فنية، ولم يعلم بوفاة صديقه المقرب إلا بعد أسبوع تقريبًا.
قبل وفاته، بدأ كامي في تأليف الموسيقى، وكتب مقطوعتين مكتملتين: لقاء القدر (Unmei no Deai / 運命の出会い) وملاك في الغابة (Mori no Naka no Tenshi / 森の中の天使). تم إصدار هاتين المقطوعتين لاحقًا ضمن صندوق الفيديو التذكاري Shinwa، الذي تضمن أيضًا مقطوعة قصيرة بعنوان لقاء جديد (Saikai / 再会) كتبها أعضاء الفرقة تكريمًا له. كما ترك كامي مقطوعة غير مكتملة بعنوان موكب الوردة (Bara no Sōretsu / 薔薇の葬列)، والتي تم إصدارها لاحقًا ضمن أغنية Beast of Blood.
بعد وفاته، لم يتم تعيين بديل رسمي لكامي في الفرقة. بدلاً من ذلك، استعانت الفرقة بعازفي طبول داعمين في العروض الحية والتسجيلات، أبرزهم شو (Shu) من فرقة Aion، دون أن يظهر في المواد الترويجية أو يُذكر في الاعتمادات. في جميع الإصدارات اللاحقة، تم تكريم كامـي بلقب "القريب الأبدي بالدم" (eternal blood relative)، مما يعكس مكانته الدائمة في الفرقة.
أثر رحيل كامي بعمق على أعضاء الفرقة، حيث قام كل منهم بتكريمه من خلال أعمال موسيقية منفردة. كتب جاكت أغنيتين في ذكراه: إيمو ~لأجلك يا عزيزي~' (Emu ~for my dear~) وU+K، واللتين تم إصدارهما في ألبومه Mars. كما تعاون كوزي ويوكي في تأليف أغنية تذكار (Memento / メメント)، التي صدرت كأغنية منفردة في عام 2004. بالإضافة إلى ذلك، صرّح مانا أن إحدى المقطوعات في ألبوم فرقته Moi dix Mois بعنوان Nocturnal Opera كانت مخصصة لذكرى كامي.

### 2000–2001: فترة كلاها والتوقف
بعد مغادرة جاكت في عام 1999، دخلت فرقة ماليس مايـزر في مرحلة انتقالية جديدة من حيث الأسلوب والمضمون، مع استمرار مانا وكوزي في قيادة التوجه الفني. في بداية عام 2000، أعلنت الفرقة رسميًا انضمام المغني الجديد كلاها (Klaha)، والذي كان سابقًا عضوًا في فرقة الكلاسيك داركويف Pride of Mind. مثّل كلاها تحولًا كبيرًا في الصوت العام للفرقة، حيث اتجهت موسيقاها نحو النغمة القوطية الثقيلة، والدراما المظلمة، مع استخدام أكبر للأوركسترا والإيقاعات الباروكية.
في 30 يونيو 2000، أطلقت الفرقة أولى أغانيها مع كلاها بعنوان بوابة الفردوس (Shiroi Hada ni Kuruu Ai to Kanashimi no Rondo / 白い肌に狂う愛と哀しみの輪舞), والتي تعني "روندو الحب والحزن على بشرة بيضاء". تميزت الأغنية بطابعها المأساوي البصري، وعكست تحوّل الفرقة نحو عناصر أكثر سوداوية وتراجيدية.
في أغسطس 2000، أصدرت الفرقة ألبومها الرابع والأخير بعنوان بوابة الفردوس (Bara no Seidou / 薔薇の聖堂)، أي "كاتدرائية الوردة". عُدّ هذا الألبوم ذروة الأسلوب القوطي للفرقة، حيث تضمن مقطوعات ملحمية مثل القداس الأسود (Kyomu no Naka de no Yuugi / 虚無の中での遊戯) وتعني "اللعب في العدم"، ورحيل الأحزان (Seinaru Toki Eien no Inori / 聖なる刻 永遠の祈り) أي "اللحظة المقدسة والصلاة الأبدية".
لاحقًا في العام نفسه، واجهت الفرقة مأساة بوفاة عازف الطبول كامي، الذي وُجد ميتًا في منزله بسبب نزيف دماغي. رغم أن كامـي لم يكن عضوًا رسميًا في التشكيلة الأخيرة، إلا أن الفرقة أصدرت مجموعة من الأعمال التكريمية له، بما في ذلك "Közi with Klaha: Collaboration Works" ومجموعة صور وتسجيلات فيديو لمشاركاته الحيّة.
قدّمت الفرقة عددًا من العروض البصرية الكبيرة، منها عرض بعنوان "Bara ni Irodorareta Akui to Higeki no Makuake" (薔薇に彩られた悪意と悲劇の幕開け) أي "افتتاحية الشر والتراجيديا المزينة بالورود"، والذي شكّل أحد أبرز عروض الفيجوال كيه القوطية في التاريخ.
في أواخر عام 2001، أعلنت الفرقة دخولها في "حالة من النشاط المحدود"، دون إعلان انفصال رسمي. منذ ذلك الحين، لم تُصدر ماليس مايـزر أي ألبومات أو أغانٍ جديدة، لكن أفرادها تابعوا مسيرتهم الفنية، حيث أسس مانا فرقة Moi dix Mois، بينما واصل كوزي مشاريعه الفردية.
رغم توقفها، لا تزال ماليس مايـزر تُعدّ من الفرق الأكثر تأثيرًا في تاريخ موسيقى الفيجوال كيه اليابانية، بفضل إرثها الموسيقي والبصري الغني.

### مشاريع ما بعد ماليس مايـزر
بعد إعلان التوقف غير المحدد لفرقة ماليس مايـزر في ديسمبر 2001، انطلق كل عضو في مسيرته الفنية الخاصة، مما ساهم في تشكيل مشهد الفيجوال كيه الياباني في العقدين التاليين.
مانا أسس مشروعه الموسيقي الفردي Moi dix Mois في عام 2002، والذي يتميز بمزيج من الموسيقى القوطية والميتال السيمفوني. قدمت الفرقة عروضًا حية في اليابان وأوروبا، مما ساهم في تعزيز شهرة مانا العالمية. بالإضافة إلى ذلك، أسس مانا علامة الأزياء Moi-même-Moitié في عام 1999، والتي أصبحت رائدة في أنماط "الأرستقراطية القوطية الأنيقة" و"اللولي القوطية الأنيقة". كما استمر في إدارة شركته الموسيقية المستقلة Midi:Nette، وقام بإنتاج أعمال لفنانين مثل Schwarz Stein وKanon Wakeshima.
كوزي بدأ مسيرته الفردية بعد توقف الفرقة، وأصدر عدة ألبومات وعروض حية. في عام 2002، شكل الثنائي الصناعي Eve of Destiny، وفي عام 2010، أسس فرقة XA-VAT، ولاحقًا فرقة ZIZ، حيث يشغل دور المغني وعازف الغيتار. كما شارك في سلسلة من العروض المشتركة مع مانا تحت عنوان Deep Sanctuary، والتي شهدت لم شمل أعضاء الفرقة السابقين.
يوكي ابتعد عن الساحة الموسيقية بعد توقف الفرقة، لكنه عاد في عام 2010 للمشاركة في حدث Deep Sanctuary II، حيث اجتمع مع مانا وكوزي لأول مرة منذ تسع سنوات. كما شارك في أحداث لاحقة مثل Deep Sanctuary III وIV وV، مما أسعد محبي الفرقة.
كلاها بدأ مسيرته الفردية في ديسمبر 2002، وأصدر ألبومًا بعنوان Nostal Lab، لكنه انسحب من الساحة الفنية في منتصف عام 2004 بعد إغلاق نادي معجبيه. في عام 2007، أعلن عن نيته العودة إلى الموسيقى، لكن لم يتم إصدار أي أعمال جديدة منذ ذلك الحين.
تيتسو، المغني الأول للفرقة، انضم إلى عدة فرق بعد مغادرته في عام 1994، بما في ذلك Zigzo وMega 8 Ball وNil، وأحدث مشاريعه كانت فرقة The JuneJulyAugust.
جاكت، بعد مغادرته في عام 1999، بدأ مسيرته الفردية الناجحة في عام 2000، وأصبح أحد أبرز الفنانين المنفردين في اليابان، مع مشاركات متعددة في البرامج التلفزيونية والأفلام.

### لمّ الشمل في Deep Sanctuary

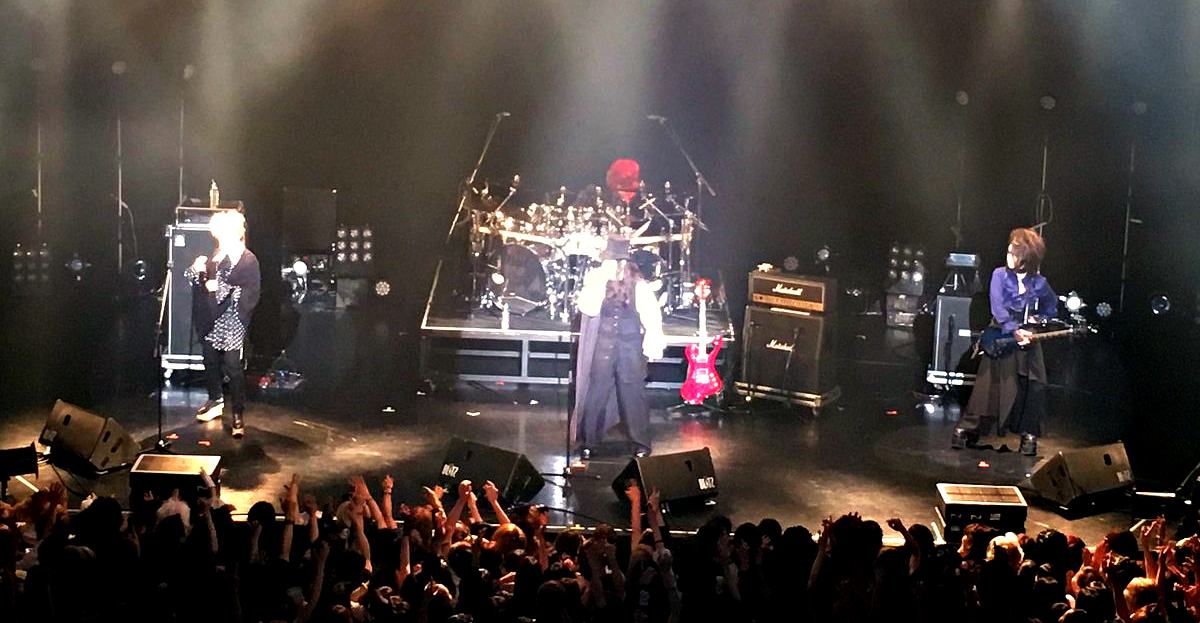
، يوكي، ومانا يؤدّون معًا في حدث Deep Sanctuary V عام 2016

منذ عام 2008، نظم مانا، عبر فرقته Moi dix Mois، سلسلة فعاليات موسيقية بعنوان Deep Sanctuary، جمعت أعضاء فرقة ماليس مايـزر السابقين في عروض خاصة، مما أتاح لمحبي الفرقة فرصة مشاهدة لمّ الشمل بعد سنوات من التوقف.
في 27 ديسمبر 2008، أقيمت أولى هذه الفعاليات تحت اسم Dis Inferno Vol.VI، حيث شارك مانا وكوزي في أداء مشترك لأول مرة منذ عام 2001. في يوليو 2009، تم تنظيم جولة Deep Sanctuary في أوساكا وطوكيو، بمشاركة مانا وكوزي.
في يوليو 2010، أقيمت Deep Sanctuary II، وشهدت عودة يوكي كضيف خاص في حفل أكاساكا بليتز، مما شكل أول أداء مشترك للثلاثي منذ تسع سنوات. تم دعمهم من قبل هاياتو (عازف الطبول في Moi dix Mois). قدموا أغانٍ مثل "Saikai no Chi to Bara" و"Beast of Blood"، بالإضافة إلى غلاف لأغنية "What Lurks on Channel X?" لروب زومبي.
استمرت الفعاليات مع Deep Sanctuary III في سبتمبر ونوفمبر 2012، وDeep Sanctuary IV في أكتوبر 2014، حيث أدوا لأول مرة تحت اسم ماليس مايـزر منذ عام 2001. تلتها Deep Sanctuary V في أغسطس 2016.
في 8 و9 سبتمبر 2018، احتفلت الفرقة بالذكرى الخامسة والعشرين لتأسيسها عبر Deep Sanctuary VI في Toyosu PIT بطوكيو. شارك في الحفل مانا، كوزي، ويوكي، بدعم من ساكورا (معلم كامـي في العزف على الطبول) الذي استخدم مجموعة الطبول الأصلية لكامـي. تم دعوة تيتسو، جاكت، وكلاها للمشاركة، لكن الأولين اعتذرا لأسباب فنية، ولم يتمكن مانا من التواصل مع كلاها. بدلاً من ذلك، شارك مغنون ضيوف مثل شوجي (من Cali≠Gari)، كاميجو، وهيتومي.
كان من المقرر إقامة Deep Sanctuary VII في 7 يونيو 2020 في Mynavi Blitz Akasaka، لكن تم إلغاؤه بسبب جائحة كوفيد-19. حتى عام 2025، لم تُعقد فعاليات جديدة ضمن هذه السلسلة.

## التأثيرات
استمدت ماليس مايزر إلهامها من مجموعة واسعة من الأساليب الموسيقية والفنية، انعكست في تنوع صوتها الفريد ومظهرها المسرحي المميز. صرح مانا في عدة مقابلات أن موسيقى الباروك والموسيقى الكلاسيكية الغربية كانتا من أهم مصادر الإلهام بالنسبة له، خاصةً أعمال الملحنين الأوروبيين في القرن الثامن عشر. كما تأثر مانا بكبار مؤلفي الموسيقى القوطية وموسيقى الأفلام، وهو ما ظهر في الترتيبات الأوركسترالية الكثيفة والدرامية في أغاني الفرقة.
أما كوزي، فقد تأثر بشدة بموسيقى الروك البريطاني التقدمي في السبعينيات، مثل فرقتي "بينك فلويد" و"جنيسيس"، إضافة إلى عشقه للموسيقى الصناعية والإلكترونية. هذا التنوع في الخلفيات الموسيقية ساعد على صياغة طابع صوتي غني، يمزج بين الموسيقى الكلاسيكية، البوب القوطي، الروك البديل، والسينث بوب.
من ناحية بصرية، استلهمت الفرقة مظهرها المسرحي من ثقافة الأرستقراطية الأوروبية في القرون الوسطى، ومن الفنون المسرحية مثل الكابوكي والبانتومايم، مما عزز من طابعها المسرحي في الأداء الحي. الأزياء الفاخرة، والمكياج الصارخ، والمسرحيات الرمزية التي كانت جزءًا من عروضهم الحيّة، جعلت منهم من أبرز رموز الفيجوال كيه، ومن أكثر الفرق تميزًا في المشهد الموسيقي الياباني.
صرّح مانا أيضًا أنه تأثر بشدة بفرقة "باوهاوس" (Bauhaus) الرائدة في موسيقى البوست بانك القوطي، كما كان من المعجبين بفرقة "سيسترز أوف ميرسي" و"كلاس"، إضافة إلى الموسيقى الكنسية والتراتيل القديمة التي غالبًا ما استُخدمت لإضفاء جو روحاني وغامض على مؤلفات الفرقة.

## الأعضاء
على مدار مسيرتها، مرت فرقة ماليس مايزر بعدة تغييرات في تشكيلتها، خاصة في موقع المغني الرئيسي، مما أدى إلى تنوع ملحوظ في الأسلوب الموسيقي والبصري للفرقة. فيما يلي قائمة بالأعضاء الذين ساهموا في مسيرة الفرقة:
الأعضاء الأساسيون:
- مانا – غيتار، لوحات مفاتيح، قائد فني (1992–2001)
- كوزي – غيتار، لوحات مفاتيح، دعم صوتي (1992–2001)
- يوكي – طبول (1993–2001)
- كامـي – طبول (1993–1999؛ تُوفي)
- تتسو – غناء رئيسي (1992–1994)
- جاكت – غناء رئيسي (1995–1999)
- كلاها – غناء رئيسي (2000–2001)

أعضاء الدعم خلال العروض الحيّة:
- ساكورا – طبول (2018) [عازف الطبول السابق في L'Arc~en~Ciel ومعلم كامـي]
- هاياتو – طبول (2010–2016؛ من فرقة Moi dix Mois)
- مغنون ضيوف خلال Deep Sanctuary VI (2018):

```
 * 
شوجي
 (من Cali≠Gari)
 * 
كاميجو

 * 
هيتومي
```

الأعضاء حسب الفترات الزمنية:
- 1992–1994 – مانا، كوزي، تتسو، يوكي، كامـي (انضم كامـي كعضو دائم في 1993)
- 1995–1999 – مانا، كوزي، جاكت، يوكي، كامـي
- 2000–2001 – مانا، كوزي، كلاها، يوكي

وفيات:
- كامـي تُوفي في 21 يونيو 1999 بسبب نزيف تحت العنكبوتية أثناء نومه عن عمر يناهز 27 عامًا. لم يتم استبداله رسميًا، وظل يُذكر كـ"قريب دموي أبدي" في جميع إصدارات الفرقة اللاحقة. تم إصدار EP بعنوان Shinwa يحتوي على مقطوعات كتبها كامـي قبل وفاته، بالإضافة إلى أغنية "Saikai no Chi to Bara" التي كتبها مانا تكريمًا له.[22]

العضوية في لمّ الشمل:
- خلال فعاليات Deep Sanctuary، شارك مانا وكوزي ويوكي، وتم تقديم عروض خاصة تحت اسم الفرقة في بعض المناسبات، لكنها لم تُعتبر عودة رسمية.

### الهيكل الفني للفرقة
لم تكن ماليس مايزر فرقة موسيقية تقليدية فقط، بل كانت مشروعًا فنيًا متكاملًا، حيث كان مانا يشرف على كل التفاصيل البصرية والموسيقية. كان يُعرف بقواعده الصارمة فيما يخص المظهر، وتصميم الأزياء، والإخراج المسرحي للعروض.

## الروابط الخارجية
- Interview with Mana – JaME World
- Kami – Wikipedia
- الموقع الرسمي لفرقة Moi dix Mois
- الموقع الرسمي لفرقة BUCK-TICK
- Malice Mizer Discography – Discogs